# Riserva speciale di Anjanaharibe Sud
La riserva speciale di Anjanaharibe Sud è un'area naturale protetta del Madagascar nord-orientale.

## Territorio
La riserva sorge nella parte nord-orientale del Madagascar, circa 25 km a sud-ovest della città di Andapa, nella regione di Sava. Copre un'area di circa 180 km2 comprendente il massiccio di Anjanaharibe, alto 2.064 m.

## Flora
La riserva ospita una varietà di ecosistemi che vanno dalla foresta umida, presente nella fascia altitudinale tra 600 e 1.200 m, alla foresta montana sclerofilla, sino ai 1.400 m. Sono state censite 300 differenti specie di felci, numerose essenze pregiate come il palissandro e l'ebano e oltre 40 specie di palme.
Merita una menzione particolare la presenza di una cospicua popolazione di takhtajania (Takhtajania perrieri), un arbusto sempreverde aromatico, endemico del Madagascar, considerato una delle più antiche piante angiosperme esistenti.

## Fauna
Il territorio della riserva ospita dodici specie differenti di lemuri tra cui il raro sifaka setoso (Propithecus candidus), specie in pericolo critico di estinzione, e l'indri (Indri indri), che in quest'area ha un mantello molto più scuro delle popolazioni più meridionali. Altri lemuri che è possibile incontrare sono il maki lanoso (Avahi laniger), il lemure dal ventre rosso (Eulemur rubriventer), il lemure dalla fronte bianca (Eulemur albifrons), l'apalemure occidentale (Hapalemur occidentalis), il lepilemure di Seal (Lepilemur seali), il microcebo di Mittermeier (Microcebus mittermeieri), l'aye-aye (Daubentonia madagascariensis), il chirogaleo bruno (Cheirogaleus major) e il chirogaleo dalle orecchie pelose (Allocebus trichotis).
Molto ricca l'avifauna, con oltre 100 specie differenti tra le quali l'aquila serpentaria del Madagascar (Eutriorchis astur), il gheppio fasciato (Falco zoniventris), la ghiandaia marina di Crossley (Atelornis crossleyi), la ghiandaia marina terricola (Brachypteracias leptosomus), la ghiandaia marina terricola squamosa (Geobiastes squamiger), la ghiandaia marina pitta (Atelornis pittoides), il vanga dall'elmo (Euryceros prevostii), la newtonia di Fanovana (Newtonia fanovanae) e la silvicola criptica (Cryptosylvicola randrianasoloi).